# Карта на Птолемей
Карта на света, известна и като карта на Птолемей е географска карта на света във вида, известен на хората към 2 век (οἰκουμένη). Тя се основава на описанието в книгата на Клавдий Птолемей География, написана около 150 г. Въз основа на подписи в най-ранните запазени ръкописи, авторството на картата традиционно се приписва на Агатодемон Александрийски (Ἀγαθοδαίμων Ἀλεξανδρεὺς). Тя изобразява тази част от земната повърхност, която се простира по днешните ни представи в Източното полукълбо между 60 градуса северна и 30 градуса южна ширина и обхваща Европа и части от Африка и Азия. Освен карта на света, Птолемей създава и атлас с редица по-подробни карти на отделни региони, сред които 10 европейски, 4 африкански и 12 азиатски карти.
В своята „География“ Птолемей първи въвежда географски координати и съответната проекция, което позволява точното възпроизвеждане на картите. Той нанася около 8000 известни му географски наименования на своята карта на света. Обхватът на картата е от Шетландските острови на север до изворите на Нил на юг и от Канарските острови на запад до Китай и Югоизточна Азия на изток. В сравнение със съвременните карти картата на Птолемей е значително изкривена по ориентация и размер, което отразява непълните и неточни данни за търговските пътища и разстоянията, които са му достъпни.